# Hélène de Fougerolles
Pour les articles homonymes, voir Fougerolles.
Hélène de Fougerolles est une actrice et réalisatrice française, née le 25 février 1973 à Vannes dans le Morbihan.

## Biographie

### Jeunesse et famille
Hélène Rigoine de Fougerolles est la fille d'Alain Rigoine de Fougerolles, représentant en vin, et d'Anne Redon-Saumay de Laval, attachée de presse dans le milieu nautique d'origine bretonne. Ses parents ont divorcé quand elle avait 3 ans.
Le nom à particule de Fougerolles est associé au patronyme Rigoine à partir de 1836 par le mariage entre Jean-Charles Rigoine et Marie-Charlotte Rossigneux de Fougerolles, petite-fille de Joseph Rossigneux, écuyer. Ce dernier avait été anobli en 1786 pour service rendu au roi et avait alors obtenu la seigneurie de Fougerolles en 1788. Georges Rigoine (1878-1948) et ses fils André (1911-2002), grand-père d'Hélène, et Yves (1913-1944) ont demandé le 21 décembre 1934 (Journal officiel) à pouvoir ajouter à leur patronyme Rigoine le nom de Fougerolles. Cette demande était, à l'époque, restée vaine, mais leurs descendants, par jugement du tribunal civil de Lorient en date du 13 août 1941, portent régulièrement aujourd'hui à l'état civil le nom de Rigoine de Fougerolles. La famille Rigoine de Fougerolles appartient à la bourgeoisie de Côte-d'Or (industriels, médecins), et ne figure donc pas dans les nobiliaires contemporains.

### Débuts d'actrice (années 1990)
On l'oriente tout d'abord vers un CAP esthétique-cosmétique, mais elle arrête ses études à l'âge de quinze ans afin de devenir actrice. Elle s'installe à Paris où elle s'inscrit à différents cours d'art dramatique et fréquente même, pendant quelques jours, le Lee Strasberg Theatre Institute à New York.
Elle effectue quelques apparitions : dans le clip de la chanson Comme un igloo (1992) d'Étienne Daho et à la télévision entre autres dans Le Collège des cœurs brisés en 1992. Puis elle obtient son premier rôle au cinéma en 1993 dans Le Mari de Léon, de Jean-Pierre Mocky, rôle qu'elle décrira comme « beau mais délirant ».
En 1994, elle interprète le premier rôle du clip d'Alain Chamfort, Clara veut la lune, titre extrait de l'album Neuf. Elle enchaîne les rôles secondaires dans plusieurs films à succès. Cette série débute par son apparition en 1994 dans le très célébré La Reine Margot de Patrice Chéreau. La même année, on peut la voir dans La Cité de la peur où elle tient le rôle de Sandy. Toujours en 1994, elle joue une lycéenne dans l'un des films les plus connus de Cédric Klapisch, Le Péril jeune.
Elle tient son premier grand rôle dans la comédie dramatique Que la lumière soit ! d'Arthur Joffé, mais un problème de distribution fait qu'il ne sortira qu'au cours de la Coupe du monde de football de 1998 et dans un petit nombre de salles[réf. souhaitée].
En 1999, elle donne la réplique à Claudia Cardinale et à Grégory Fitoussi dans le court-métrage de Félicie Dutertre et François Rabes Un café... l'addition. Elle se fait vraiment remarquer lorsqu'elle est retenue pour jouer un petit rôle dans La Plage, avec Leonardo DiCaprio. Sa carrière est lancée.
L'année suivante, elle seconde Jean-Hugues Anglade et Yvan Attal pour la comédie Le Prof, réalisée par Alexandre Jardin. Puis elle retrouve Anglade, cette fois pour partager l'affiche du thriller Mortel Transfert, écrit et réalisé par Jean-Jacques Beineix.
En 2001, elle tient le premier rôle féminin de la comédie d'action Le Raid, réalisée par Djamel Bensalah. Elle tient également un second rôle dans le film indépendant de Jacques Rivette, Va savoir pour lequel elle reçoit le prix Romy-Schneider.
Les années 2000 vont cependant être en demi-teinte, l'actrice passant progressivement au second plan.

### Passage au second plan (années 2000)

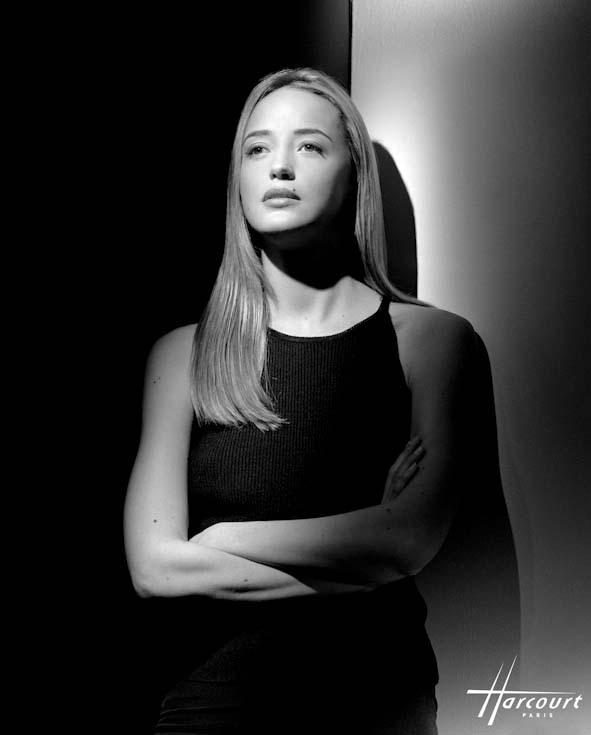
L'actrice photographiée en 2008 par le studio Harcourt.

En 2003, elle prête ses traits à Madame de Pompadour dans une grosse production de Luc Besson, la comédie de cape et d'épées Fanfan la Tulipe, avec Vincent Perez et Penélope Cruz dans les rôles principaux. La même année, elle tient le premier rôle d'un téléfilm de la chaîne M6, le thriller Corps et âmes.
L'année suivante, elle est la tête d'affiche de deux comédies romantiques : au cinéma, de Le Plus Beau Jour de ma vie, et de Julie Lipinski, et à la télévision de Si j'étais elle, face à Thierry Lhermitte. Elle est également au casting du téléfilm dramatique Les gens honnêtes vivent en France, avec Victoria Abril dans le rôle principal.
L'année 2006 la voit connaître sa dernière forte exposition au cinéma : mais les comédies Les Aristos, de Charlotte de Turckheim et Incontrôlable, avec Michaël Youn en vedette, sont deux flops critiques et commerciaux. Elle participe aussi au premier film de Maïwenn en tant que réalisatrice, le semi-autobiographique Pardonnez-moi. Parallèlement, elle revient à la télévision en redevenant Madame de Pompadour dans le téléfilm historique Jeanne Poisson, marquise de Pompadour. Elle retrouve Vincent Perez dans le rôle de Louis XV. Enfin, elle partage l'affiche du téléfilm fantastique Des fleurs pour Algernon avec Julien Boisselier.
C'est grâce à la télévision qu'elle parvient à compenser ses flops cinématographiques successifs : en 2007, elle seconde Éric Cantona et Stéphane Freiss dans le téléfilm Papillon noir, de Christian Faure. Ce thriller est primé au Festival des créations télévisuelles de Luchon. Sur grand écran, trois autres échecs : deux longs-métrages de Vincenzo Marano, L'Écart (2007) et Sans état d'âme (2008), mais aussi la comédie fantastique Les Dents de la nuit, où elle fait partie d'un casting comptant aussi Patrick Mille et Frédérique Bel.
En 2009, elle incarne l'héroïne du téléfilm Les Fausses Innocences, d'André Chandelle. Parallèlement, elle tente surtout un ultime come-back cinématographique : d'abord en étant la tête d'affiche du film d'horreur Mutants, écrit et réalisé par David Morley ; puis la comédie Tricheuse, entourée de Zinedine Soualem et Valérie Kaprisky. Les deux films passent inaperçus.
Les années 2010 la voient se consacrer quasi-exclusivement à la télévision.

### Télévision (années 2010)

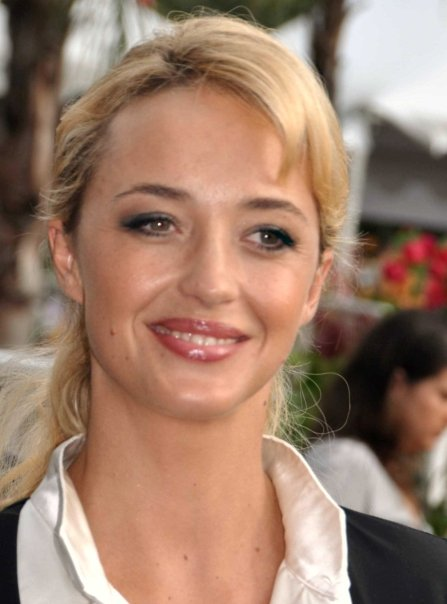
Hélène de Fougerolles en 2009.

En 2011, elle est l'héroïne d'une comédie romantique de la chaîne M6, Moi et ses ex de Vincent Giovanni. Elle enchaîne avec une première expérience au théâtre, avec la pièce Occupe toi d'Amélie, de Georges Feydeau, mise en scène Pierre Laville au Théâtre de la Michodière. Elle va défendre cette pièce en tournée, jusqu'en 2013.
Quand elle revient à la télévision, c'est en 2014, en tenant le premier rôle de l'épisode 6 de la série anthologique policière de France 2, Accusé. L'année suivante, elle fait partie du casting choral de la mini-série de TF1, Le Secret d'Élise. La même année, elle revient au théâtre pour la pièce Un temps de chien, de Brigitte Buc, mise en scène Jean Bouchaud. Cette même année, elle revient même au cinéma, pour un second rôle dans une comédie de Diane Kurys portée par Sylvie Testud, Arrête ton cinéma !.
En 2016, elle tient les premiers rôles de deux téléfilms de France 3, Les Liens du cœur, avec Hélène de Saint-Père et Meurtres à Strasbourg, face à Olivier Sitruk.
La chaîne du service public lui refait confiance en 2017, quand elle est au casting du téléfilm judiciaire La Loi de Julien, avec Jean-Pierre Darroussin dans le rôle-titre. Mais c'est sur TF1 qu'elle a plus d'exposition, avec le téléfilm dramatique en deux parties Mention particulière, aux côtés de la jeune révélation Marie Dal Zotto dans le rôle principal, mais aussi de Bruno Salomone. Le téléfilm est sélectionné en « compétition officielle » au Festival de la fiction TV de La Rochelle, où il obtient deux prix du meilleur scénario et du jeune espoir féminin Adami pour Dal Zotto.
En 2018, elle joue dans sa première série télévisée régulière, la série d'enquêtes médicales Balthazar, aux côtés de Tomer Sisley, titulaire du rôle-titre, et sous la direction de Frédéric Berthe. Cependant, elle annonce quitter la série sur son compte Instagram, le 18 décembre 2020, soit le lendemain de la diffusion du final de la 3e saison. Quelque temps plus tard, elle expliquera dans une interview que ce n’était pas réellement son choix, mais que son départ était un besoin pour la série. Elle sera remplacée par Constance Labbé, dès la saison 4.
Le 21 novembre 2022, il est annoncé qu'elle reprend le rôle de Sam dès la saison 7, dont le tournage débutera en février 2023. Elle succède à Natacha Lindinger qui quitte la série.
En 2023, elle est l’une des actrices principales de la série Les Disparus de la Forêt-Noire pour TF1. La diffusion se fera les jeudis 5 et 12 janvier. Elle interprétera Camille Hartmann, une juge d’instruction.

### Vie personnelle

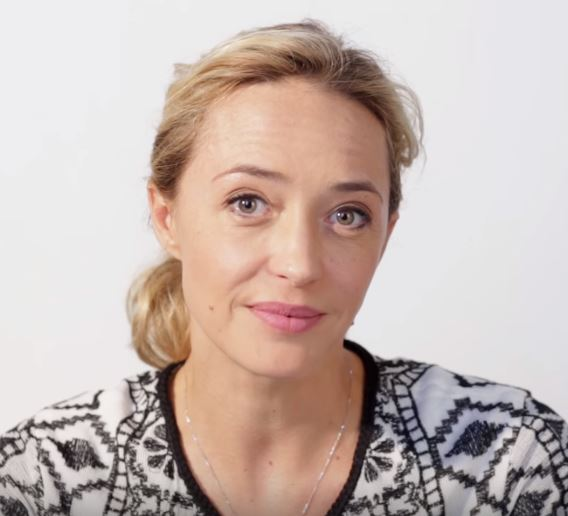
Hélène de Fougerolles commente en 2015 les images de l'abattoir d'Alès pour l'association L214.

Hélène a épousé à Venise en 1997 le producteur Éric Hubert dont elle divorce en 2004 ; de cette union est née une fille, Shana, en 2003. Elle est restée plusieurs années la compagne d'Antoine Arnault, fils de Bernard Arnault, avant que celui-ci ne la quitte pour le mannequin Natalia Vodianova.
En 2002, elle manque de se noyer sur le tournage du film Le Raid au Venezuela.
En 2020, elle annonce être polyamoureuse dans l'émission Ça fait du bien sur Europe 1.
Hélène de Fougerolles pratique l'hypnose. Elle s'est notamment formée à l'hypnothérapie,.

### Engagements
En octobre 2015, elle présente pour l’association L214 éthique et animaux un documentaire vidéo dénonçant les conditions de mise à mort des animaux à l’abattoir d’Alès (Gard), dans le cadre d’une pétition visant à demander sa fermeture. Elle y annonce notamment avoir cessé de consommer de la viande. En février 2018, elle s’engage contre l'élevage des animaux à fourrure sur les réseaux sociaux dans le cadre d’une campagne organisée par cette même association.
Elle apporte également en 2021 son soutien à l'association « Les Maisons de Vincent » d'Hélène Médigue, parrainée par Nicolas Hulot et Isabelle Carré, qui a pour objet la création de lieux de vie adaptés pour adultes autistes liés à la transition écologique, lui versant les droits d'auteur de son livre T'inquiète pas, maman, ça va aller qui raconte sa vie avec sa fille autiste.

## Filmographie

### Cinéma

#### Actrice
- 1992 : Le Mari de Léon de Jean-Pierre Mocky
- 1993 : Jeanne la Pucelle - Les Prisons de Jacques Rivette
- 1993 : Thunder ten tronckh d'Alban Guitteny (court métrage)
- 1994 : La Reine Margot de Patrice Chéreau
- 1994 : La Cité de la peur d'Alain Berberian
- 1994 : L'Histoire du garçon qui voulait qu'on l'embrasse de Philippe Harel
- 1994 : Tina et le revolver de Romain Baboeuf (court métrage)
- 1994 : Le Péril jeune de Cédric Klapisch
- 1995 : Act Up 2 de Philippe Gautier (court métrage)
- 1996 : Chacun cherche son chat de Cédric Klapisch
- 1996 : La Divine Poursuite de Michel Deville
- 1997 : La Leçon de Monsieur Paillasson de Michel Fessler (court métrage)
- 1997 : Assassin(s) de Mathieu Kassovitz
- 1997 : Que la lumière soit ! d'Arthur Joffé
- 1998 : The Fall de Andrew Piddington
- 1998 : De source sûre de Laurent Tirard (court métrage)
- 1999 : La Plage de Danny Boyle
- 1999 : Le Prof d'Alexandre Jardin
- 1999 : Un café… l’addition de Félicie Dutertre et François Rabes (court métrage)
- 2000 : Mortel Transfert de Jean-Jacques Beineix
- 2000 : Maman les petits bateaux de Régis Wargnier (court métrage)
- 2001 : Le Raid de Djamel Bensalah
- 2001 : Va savoir de Jacques Rivette : Dominique
- 2001 : Lapin intégral de Cécilia Rouaud (court métrage)
- 2002 : The Sea de Baltasar Kormákur
- 2003 : Fanfan la Tulipe de Gérard Krawczyk
- 2003 : Ne quittez pas ! d'Arthur Joffé
- 2004 : Innocence de Lucile Hadžihalilović
- 2004 : Le Plus Beau Jour de ma vie de Julie Lipinski
- 2004 : Les gens honnêtes vivent en France de Bob Decout
- 2006 : Les Aristos de Charlotte de Turckheim
- 2006 : Incontrôlable de Raffy Shart
- 2006 : Pardonnez-moi de Maïwenn
- 2007 : Belles d'été de Denis Parent
- 2007 : New Délire d'Éric Le Roch
- 2007 : L'Écart de Vincenzo Marano
- 2008 : Sans état d'âme de Vincenzo Manaro : Jeanne
- 2008 : Les Dents de la nuit de Vincent Lobelle et Stephen Cafiero : Jessica
- 2009 : Mutants de David Morley : Sonia
- 2009 : Tricheuse de Jean-François Davy : Clémence
- 2009 : Sommeil blanc de Jean-Paul Guyon : Camille
- 2015 : Arrête ton cinéma ! de Diane Kurys : Marion

#### Réalisatrice
- 2010 : Maman ! : Léa (court métrage)

### Télévision
- 1992-1995 : Le Collège des cœurs brisés (37 épisodes)
- 1995 : Avocat d'office (2 épisodes)
- 1995 : Le Cheval de cœur de Charlotte Brändström
- 1995 : Été brulant de Jérôme Foulon
- 1996 : Long cours d'Alain Tasma
- 2003 : Corps et âmes de Laurent Carcélès
- 2004 : Si j'étais elle de Stéphane Clavier
- 2006 : Jeanne Poisson, marquise de Pompadour de Robin Davis
- 2006 : Des fleurs pour Algernon de David Delrieux
- 2008 : Papillon noir de Christian Faure
- 2009 : Les Fausses Innocences d'André Chandelle
- 2011 : Moi et ses ex de Vincent Giovanni
- 2014 : Accusé de Julien Despaux et Didier Bivel (épisode 6)
- 2015 : Le Secret d'Élise d'Alexandre Laurent (misi-série)
- 2016 : Les Liens du cœur de Régis Musset
- 2016 : Meurtres à Strasbourg de Laurence Katrian
- 2017 : La Loi de Julien de Christophe Douchand
- 2017 : Mention particulière de Christophe Campos
- 2018-2020 : Balthazar de Clothilde Jamin et Clélia Constantine : Hélène Bach
- 2020 : Trop jeune pour moi de Jérémy Minui : Doria
- 2021 : Mention particulière : Bienvenue dans l'âge adulte de Cyril Gelblat
- 2022 : Les Disparus de la Forêt-Noire d'Ivan Fegyveres : Camille Hartmann
- 2022 : Et la Montagne fleurira d'Éléonore Faucher : Séraphine
- 2023- : Sam : Sarah-Amélie « Sam » Moreau
- 2023 : Noël… et plus si affinités de Gilles Paquet-Brenner : Chloé (téléfilm)
- 2024 : Les Bois assassins d'Anne Fassio : lieutenante Gaëlle Thomas (téléfilm)
- 2025 : Apparences d'Émilie Grandperret : Gabrielle Pasquier
- 2026 : La Mère et l'assassin de Sandra Perrin : Morgane Jourdan

### Documentaires
- 2005 : E = mc², une biographie de l'équation de Gary Johnstone : Émilie du Châtelet (Arte)
- 2011 : Grandeurs nature - Jamais sans mes palmes (France 2)

### Spots publicitaires
- 1994 : spot de prévention d'Act Up-Paris contre le SIDA

## Théâtre
- 2012 - 2013 : Occupe toi d'Amélie de Georges Feydeau, mise en scène de Pierre Laville, Théâtre de la Michodière.
- 2015 : Un temps de chien de Brigitte Buc, mise en scène de Jean Bouchaud.

## Publications
- Lune-Milla Rose et le champignon magique, avec des ill. de Marion Duval, Fernand Nathan, coll. « Albums Jeunesse », 2008, 26 p.  (ISBN 978-2-09-252064-2)
- T'inquiète pas, maman, ça va aller, Fayard, 2021  (ISBN 978-2-213-70506-4)

## Distinctions

### Récompense
- Prix Romy-Schneider 2001 pour Va savoir

### Nominations
- César 1999 : César du meilleur espoir féminin pour Que la lumière soit !
- César 2002 : César du meilleur espoir féminin pour Va savoir